# Бурачек Всеволод Германович
Все́волод Ге́рманович Бура́чек (22 квітня 1934, Харків - 15 лютого 2024, Київ) — фахівець у галузі геодезії та точного приладобудування. Онук художника Миколи Григоровича Бурачека.
Доктор технічних наук (1985), професор (1989). Лауреат Державної премії СРСР (1970).

## Біографія
Його батько Бурачек Герман Миколайович (1911-1960) - архітектор - скульптор, мати - Бочкарьова Феоктиста Олександрівна (1914-1964) - бухгалтер.
Після закінчення 7 класів середньої школи В. Бурачек навчався в Благовіщенському річковому училищі (м. Благовєщенськ - на - Амурі), яке закінчив з відзнакою, отримавши спеціальність техніка-судноводія. Недовгий час, попрацювавши помічником капітана в Амурському пароплавстві, продовжив навчання в ЛВІМУ ім. адм. С.О. Макарова і закінчив арктичний факультет училища в 1959 р., отримавши диплом інженера-гідрографа.
Підготовка в училищі майбутніх дослідників океанів була характерна освоєнням складних наукомістких спеціальних дисциплін, таких, як геодезія, навігація, картографія, радіонавігаційні і електронавігаційні системи, а також придбанням численних практичних навичок для виконання різних польових вимірювань на воді і на суші.
На запрошення Електромонтажного підприємства - 6 (м. Комсомольськ - на Амурі) в 1959 р. приступив до роботи настроювачем навігаційного обладнання на споруджуваних кораблях на заводі м. Хабаровська. Через рік за сімейними обставинами переїхав до м. Києва і вступив на роботу на завод «Арсенал» інженером-дослідником. Одночасно, віддаючи данину захопленню музикою, почав заняття з естрадним оркестром клубу заводу.
Геодезична лабораторія спеціального КБ, в якій працював В. Бурачек, виконувала роботи, пов'язані із створенням новітньої техніки - систем прицілювання балістичних ракет. Молодий дослідник швидко вписався в колектив, ставши одним з основних фахівців з високоточних вимірім і розрахунків точності систем, і в 1965 році був призначений в.о. начальника лабораторії, яка в 1966 році зросла на потужний науково-дослідний відділ, що складається в основному з молоді - вчорашніх випускників КДУ, КІСІ, МІФІ, МФТІ, МІІГАіК, ЛІТМО, МВТУ ім. Баумана та інших авторитетних вузів.
Був випадок на захисті проекту нової системи (прототипу прицілювання відомої ракети «Протон»). Один з опонентів - відомий і впливовий професор з МІІГАіК у своєму виступі сказав, що представлена система непрацездатна. Всю ніч в лабораторії перераховували всі дані і підтвердили результат розрахунку. Наступного дня Замовник і інші присутні фахівці підтримали проект. І до сьогодні система даного типу працює безвідмовно.
Молодому колективу СКБ вдалося створити і впровадити в практику багато проектів і забезпечити країну надійними системами для ракет усіх видів старту: земного, шахтного та підводного; велику роль у цьому успіху зіграв геній Головного конструктора д.т.н. Героя Соціалістичної Праці Серафима Платоновича Парнякова. Всеволод Германович Бурачек, будучи його учнем і одним з головних помічників, в даних роботах відповідав за розрахунок точності системи, обґрунтування вибору структурної та функціональної схем, розробку методики прицілювання, організацію випробувань систем на точність і працездатність, рішення наукових завдань і визначення перспективи розвитку тематики.
У 1970 р. його роботи були відзначені Державною премією СРСР у галузі оптики і точної механіки.
В.Г. Бурачек стає відомим фахівцем в області інженерної геодезії спеціального напряму, а саме - теорії і практики створення систем прицілювання балістичних ракет.
В.Г. Бурачеку - одному з авторів цього нового науково-технічного напрямку ракетної техніки - належить істотний науковий внесок: основи інженерно-геодезичного забезпечення прицілювання ракет, основи розрахунку точності систем прицілювання, методичні основи випробувань систем прицілювання балістичних ракет, участь у вирішенні проблеми повної автоматизації прицілювання ракет, а також розробка методу автономної автоматичної геодезичної прив'язки чутливих елементів ракет по азимуту, методу точної автоматичної поляризаційної передачі азимута по вертикалі, розробка контрольно-технологічних приладів, ряду навігаційно-геодезичних приладів, таких як точні наземні гірокомпаси, космічні секстанти, тренажерний комплекс для космонавтів і ін.
У числі його розробок більше 30 впроваджених у практику систем прицілювання балістичних ракет і навігаційно-геодезичних приладів.
За матеріалами розробок В. Бурачеком була підготовлена і захищена в 1970 році кандидатська дисертація в Харківському вищому військовому командному училищі ім. маршала Нєдєліна.
Будучи присутнім як представник підприємства на ділових зустрічах і нарадах з видатними вченими - ракетниками, такими як головні конструктори академіки Челомей Володимир Миколайович, Бармин Володимир Павлович, Пілюгін Микола Олексійович, Сергєєв Володимир Григорович, Уткін Володимир Федорович та інші, Всеволод Германович навчався у них підходу до вирішення складних інженерних завдань, прагненню до нового, творчої сміливості, вмінню по-діловому обговорювати проблеми, прояву поваги і уваги до співрозмовника незалежно від звань та наукових ступенів - є вони чи ні. Результатом наукової зрілості Всеволода Германовича став захист докторської дисертації на вченій раді ЛИТМО в 1985 р.
У 1975 р. В. Бурачек був призначений керівником новоствореного Київського філіалу науково-дослідного технологічного інституту оптичного приладобудування Міністерства оборонної промисловості. Розвиток технологічної науки було направлено на підвищення якості виробів Міноборонпрома, автоматизацію та комп'ютеризацію виробничих процесів. У цьому аспекті філія розробляла різні методи контролю характеристик оптичних та оптико - електронних приладів. В.Г. Бурачеку вдалося створити хороший працездатний колектив фахівців, організувати активну наукову і винахідницьку роботу.
Захоплення створенням нової техніки одного разу підвело і молодого директора - за пропозицію оригінальною схеми стенда випробувань командного приладу для човника «Буран» - зняли з посади, але, враховуючи заслуги, призначили заступником директора з науки. Це протверезило «вискочку» і допомогло йому завершити докторську дисертацію і захистити її в 1985 році на вченій раді ЛИТМО.
Після розпаду СРСР почалося руйнування ВПК і на державній службі не мало сенсу продовжувати роботу. В. Бурачек був запрошений в Інститут нових фізичних і прикладних проблем АН України, де також серйозну роботу згортали, переходячи на комерцію. Пішовши з цього інституту, він організував науково-виробничий центр під егідою комерційної асоціації. Враховуючи загальний занепад науки та промисловості України, відсутність довгострокового фінансування і дорожнечі матеріалів і комплектуючих було вирішено розробляти і випускати прості й необхідні прилади з коротким терміном розробки і виготовлення. Таким чином, були створені прилади вимірювання параметрів доріг (замовники ДАІ та автодори) , велися розробки ультразвукових приладів, на замовлення німецького бізнесмена був розроблений зразок приладу для контролю шорсткості точних полірованих деталей для автомобілів - на основі інтерферометра Фабрі-Перо. Нестабільність ринку, інфляція та оподаткування заважали нормально налагодити виробництво і воно поступово розвалилося до 2004 року.
З 1987 року Бурачек викладає геодезичні дисципліни в Київському інженерно-будівельному інституті на кафедрі інженерної геодезії і отримує атестат професора, потім в 1998 році остаточно переходить на викладацьку роботу.
У 1996 році з ініціативи фахівців з геодезії було створено Київський інженерно-технічний інститут. Фінансування не вдалося добитися ні на державний, ні на муніципальний інститут, тому довелося погодиться на ВУЗ з приватною формою власності, що вельми ускладнило його формування і розвиток.
Всеволод Германович в новому інституті очолив кафедру геодезії, картографії та фотограмметрії. На кафедру прийшли компетентні викладачі і в 2001 році відбувся перший випуск інженерів-геодезистів зі спеціалізацією Геоінформаційні системи. Завідувач кафедри приділяв велику увагу розвитку кафедри, постановці наукових робіт, співпраці з профільними підприємствами, Академією наук, інститутами.
У 2003 році професор Бурачек В.Г. був запрошений завідувати кафедрою Геоінформатики та геодезії в Чернігівський державний інститут економіки і управління, де створювали новий факультет з навчанням студентів за спеціальностями: «Землевпорядкування та кадастр» і «Геоінформаційні системи і технології».
Працюючи в Чернігові, В.Г. Бурачек швидко створив дружний колектив кафедри, залучаючи до активної творчої роботи викладачів і студентів. З'явилися актуальні наукові статті, винаходи. Особливу увагу В.Г. Бурачек приділяв науковому зростанню співробітників, підготовці дисертацій, навчанню студентів, розробці винаходів.
За Чернігівський період розроблено більше 50 винаходів, створена науково-навчальна база кафедри, підготовлений доктор технічних наук.
В.Г. Бурачек ніколи не залишав без уваги свою «рідну» кафедру в Києві, залучаючи співробітників у творчу роботу: розробки нових методів і приладів: геодезичних, гідрометричних та ін., нові ідеї для підготовки винаходів.
У 2009 році В.Г. Бурачек повернувся до рідного інституту, який незабаром був перетворений в Університет новітніх технологій, проректором з наукової роботи і завідувачем кафедри Геодезії, картографії та фотограмметрії.
В.Г. Бурачек опублікував понад 350 наукових праць і винаходів, веде активну наукову і педагогічну діяльність, теоретичні дослідження і розробки з проблем сучасної інженерної геодезії, аерокосмічного моніторингу, геоінформатики. Їм створено ряд проектів нової техніки, наприклад, метод подвійного фотограмметричного ланцюжка для створних вимірювань, метод віртуальної матриці, який дозволяє істотно підвищити роздільну здатність цифрових камер за допомогою субпіксельних технологій та інші нові науково-технічні рішення. Серед його учнів доктори і кандидати технічних наук, докторанти та аспіранти.

В 1959 закінчив Ленінградське вище інженерне морське училище ім. Макарова.
1960—1975 — працював на заводі «Арсенал»: інженер, начальник відділу, заступник головного конструктора.
1975—1991 — директор Київської філії науково-дослідного технологічного інституту оптичного приладобудування Міноборонпрому СРСР.
1991—1992 — керівник наукового центру Інституту нових фізичних проблем Академії наук України.
1992—1998 — директор науково-виробничого центру «Фокон».
1998—2002 — завідувач кафедри геодезії, картографії та фотограмметрії Київського Інституту менеджменту та інформаційних технологій.
2002—2009 — завідувач кафедри Чернігівського державного інституту економіки та управління.
2009—2012 — проректор з наукової роботи, завідувач кафедри геодезії, картографії та фотограмметрії Університету новітніх технологій в м. Києві.

## Напрямки наукової діяльності
Створення спеціальних оптико-електронних методів вимірювання та приладів для інженерно-геодезичних робіт.